# Bulbophyllum octorhopalon
Bulbophyllum octorhopalon là một loài phong lan thuộc chi Bulbophyllum.